# Lista de Estados soberanos e territórios dependentes da Europa
Esta é uma lista de Estados soberanos e territórios dependentes localizados inteira ou parcialmente em qualquer uma das definições comuns de Europa, geográficas, culturais ou políticas. Existem 64 entidades na lista abaixo incluindo:
- 50 Estados soberanos com território na Europa e/ou que fazem parte de organizações internacionais europeias;
- 6 Estados com reconhecimento internacional nulo ou parcial;
- 8 territórios dependentes (incluindo duas áreas com estatuto político especial reconhecido por tratado ou acordo internacional).

## Definição de Europa
A divisão entre a Ásia e a Europa é debatível, mas de acordo com a definição normalmente aceita, a fronteira localiza-se ao longo dos Montes Urais, do Rio Ural e do Mar Cáspio a leste, a Cordilheira do Cáucaso e o Mar Negro, com as suas saídas, o Bósforo e o Dardanelos, a sul. Baseando-se nessa divisão, o Azerbaijão, a Geórgia, o Cazaquistão, a Rússia e a Turquia têm o seu território parte na Europa e parte na Ásia.
A ilha de Chipre no Sudoeste Asiático está próxima da Anatólia (ou Ásia Menor) e encontra-se na placa tectónica da Anatólia mas é normalmente considerada parte da Europa, tal como é um dos membros atuais da União Europeia (UE). A Arménia situa-se inteiramente no Sudoeste Asiático mas é membro de algumas organizações europeias, nomeadamente do Conselho da Europa.
Apesar de o Mar Mediterrâneo se constituir como uma divisão mais clara entre África e Europa, algumas ilhas tradicionalmente europeias como a Sicília e Malta situam-se na placa tectónica africana. A ilha da Islândia e o arquipélago dos Açores fazem parte da dorsal meso-atlântica, entre a placa eurasiática e a placa norte-americana.
Alguns territórios geograficamente localizados fora da Europa têm, no entanto, fortes ligações com Estados europeus. A Gronelândia tem ligações sociopolíticas com a Europa e faz parte do Reino da Dinamarca, mas é agrupada normalmente com o continente da América.
Outros territórios fazem parte de países europeus mas situam-se geograficamente em outros continentes, como os departamentos ultramarinos de França, as cidades espanholas de Ceuta e Melilha na costa do Norte de África, Marrocos, e os territórios neerlandeses das Caraíbas de Bonaire, Saba e Santo Eustáquio.

## Estados soberanos
Um Estado soberano é uma associação política com soberania efetiva sobre uma população sobre a qual faz decisões em nome de um interesse nacional. De acordo com a Convenção de Montevideu, um Estado tem de ter uma população permanente, um território definido, um governo e capacidade para entrar em relações com outros Estados.

### Estados soberanos reconhecidos
Há 50 Estados soberanos internacionalmente reconhecidos com seus territórios situados na definição comum de Europa e/ou que fazem parte de organizações internacionais europeias, dos quais 44 têm a sua cidade capital na Europa. Todos, exceto a Cidade do Vaticano, são membros da Organização das Nações Unidas (ONU), e todos, exceto a Bielorrússia, o Cazaquistão e a Cidade do Vaticano, são membros do Conselho da Europa. Desde 2013, 28 destes países são também Estados-membros da União Europeia, o que significa que se encontram num alto nível de integração entre si e que partilham parte da sua soberania com instituições europeias.
Cada entidade na lista abaixo apresenta um mapa da sua localização na Europa. O território na Europa é mostrado a verde escuro, enquanto que o território situado fora da Europa é mostado a verde. O verde claro representa os Estados-membros da UE, e surge nos mapas de todos os territórios que fazem parte daquela organização.
| * | = Membro da UE |

| Bandeira                         | Mapa                                   | Nome curto e oficial em português                           | Nome curto e oficial na(s) língua(s) local(is)) | Capital | População   | Área (km²) |
| -------------------------------- | -------------------------------------- | ----------------------------------------------------------- | --- | --- | ----------- | ---------- |
| Bandeira da Albânia              | Mapa da Albânia na Europa              | Albânia República da Albânia                                | em albanês: Shqipëri / Shqipëria — Republika e Shqipërisë | Tirana em albanês: Tiranë | 2 994 667   | 28 748     |
| Bandeira da Alemanha             | Mapa da Alemanha na Europa             | Alemanha* República Federal da Alemanha                     | em alemão: Deutschland — Bundesrepublik Deutschland | Berlim (oficial) Karlsruhe (judicial) em alemão: Berlin em alemão: Karlsruhe                                                   | 81 471 834  | 357 022    |
| Bandeira de Andorra              | Mapa de Andorra na Europa              | Andorra Principado de Andorra                               | em catalão: Andorra — Principat d'Andorra | Andorra-a-Velha em catalão: Andora la Vella                                                                                    | 84 825      | 468        |
| Bandeira da Arménia              | Mapa da Arménia na Europa              | Arménia República da Arménia                                | em armênio/arménio: Հայաստան — Հայաստանի Հանրապետությու (Hayastan — Hayastani Hanrapetut'yun)                                                                                              | Erevã em armênio/arménio: Երևան (Yerevan)                                                                                      | 2 967 975   | 29 743     |
| Bandeira da Áustria              | Mapa da Áustria na Europa              | Áustria* República da Áustria                               | em alemão: Österreich — Republik Österreich | Viena em alemão: Wien | 8 217 280   | 83 874     |
| Bandeira do Azerbaijão           | Mapa do Azerbaijão na Europa           | Azerbaijão República do Azerbaijão                          | em azeri: Azǝrbaycan — Azǝrbaycan Respublikası | Bacu em azeri: Bakı | 9 165 000   | 86 600     |
| Bandeira da Bélgica              | Mapa da Bélgica na Europa              | Bélgica* Reino da Bélgica                                   | em alemão: Belgien — Königreich Belgien em francês: Belgique — Royaume de Belgique em neerlandês: België — Koninkrijk België                                                               | Bruxelas em alemão: Brüssel em francês: Bruxelles em neerlandês: Brussel                                                       | 10 431 477  | 30 528     |
| Bandeira da Bielorrússia         | Mapa da Bielorrússia na Europa         | Bielorrússia República da Bielorrússia                      | em bielorrusso: Беларусь — Рэспубліка Беларусь em russo: Беларусь — Республика Беларусь (Bielarus' — Respublika Belaruś)                                                                   | Minsque em bielorrusso: Мінск (Minsk)                                                                                          | 9 577 552   | 207 600    |
| Bandeira da Bósnia e Herzegovina | Mapa da Bósnia e Herzegovina na Europa | Bósnia e Herzegovina                                        | em bósnio, croata e sérvio latino: Bosna i Hercegovina em bósnio e sérvio cirílico: Босна и Херцеговина                                                                                    | Saraievo em bósnio, croata e sérvio latino: Sarajevo em bósnio e sérvio cirílico: Сарајево                                     | 4 622 163   | 51 197     |
| Bandeira da Bulgária             | Mapa da Bulgária na Europa             | Bulgária* República da Bulgária                             | em búlgaro: България — Република България (Bǎlgarija — Republika Bǎlgarija) | Sófia em búlgaro: София (Sofia)                                                                                                | 7 093 635   | 110 879    |
| Bandeira do Cazaquistão          | Mapa do Cazaquistão na Europa          | Cazaquistão República do Cazaquistão                        | em cazaque: Қазақстан — Қазақстан Республикасы (Qazaqstan — Qazaqstan Respūblīkasy) em russo: Казахстан — Республика Казахстан (Kazahstan — Respublika Kazahstan)                          | Astana em cazaque: Нұр-Сұлтан (Nursultan)                                                                                      | 15 522 373  | 2 724 900  |
| Bandeira da República Checa      | Mapa da República da Checa na Europa   | Chéquia República Checa                                     | em tcheco/checo: Česko — Česká republika | Praga em tcheco/checo: Praha                                                                                                   | 10 190 213  | 78 867     |
| Bandeira de Chipre               | Mapa de Chipre na Europa               | Chipre* República de Chipre                                 | em grego: Κύπρος — Κυπριακή Δημοκρατία (Kýpros — Kypriakí Dimokratí) em turco: Kıbrıs — Kıbrıs Cumhuriyeti                                                                                 | Nicósia em grego: Λευκωσία (Lefkosia) em turco: Lefkoşa                                                                        | 1 120 489   | 9 251      |
| Bandeira da Croácia              | Mapa da Croácia na Europa              | Croácia República da Croácia                                | em croata: Hrvatska — Republika Hrvatska | Zagrebe em croata: Zagreb | 4 483 804   | 56 594     |
| Bandeira da Dinamarca            | Mapa da Dinamarca na Europa            | Dinamarca* Reino da Dinamarca                               | em dinamarquês: Danmark — Kongeriget Danmark | Copenhaga em dinamarquês: København                                                                                            | 5 529 888   | 43 094     |
| Bandeira da Eslováquia           | Mapa da Eslováquia na Europa           | Eslováquia* República Eslovaca                              | em eslovaco: Slovensko — Slovenská republika | Bratislava em eslovaco: Bratislava                                                                                             | 5 477 038   | 49 035     |
| Bandeira da Eslovénia            | Mapa da Eslovénia na Europa            | Eslovénia* República da Eslovénia                           | em esloveno: Slovenija — Republika Slovenija | Liubliana em esloveno: Ljubljana                                                                                               | 2 000 092   | 20 283     |
| Bandeira de Espanha              | Mapa de Espanha na Europa              | Espanha* Reino de Espanha                                   | em castelhano: España — Reino de España | Madrid em castelhano: Madrid                                                                                                   | 46 754 784  | 505 370    |
| Bandeira da Estónia              | Mapa da Estónia na Europa              | Estónia* República da Estónia                               | em estoniano: Eesti — Eesti Vabariik | Talim em estoniano: Tallinn | 1 282 963   | 45 228     |
| Bandeira da Finlândia            | Mapa da Finlândia na Europa            | Finlândia* República da Finlândia                           | em finlandês: Suomi — Suomen tasavalta em sueco: Finland — Republiken Finland | Helsínquia em finlandês: Helsinki em sueco: Helsingfors                                                                        | 5 259 250   | 338 145    |
| Bandeira de França               | Mapa de França na Europa               | França* República Francesa                                  | em francês: France — République française | Paris em francês: Paris | 65 447 374  | 543 965    |
| Bandeira da Geórgia              | Mapa da Geórgia na Europa              | Geórgia                                                     | em georgiano: საქართველო (Sak'art'velo) | Tebilíssi em georgiano: თბილისი (Ṭbilisi)                                                                                      | 4 585 874   | 69 700     |
| Bandeira da Grécia               | Mapa da Grécia na Europa               | Grécia* República Helénica                                  | em grego: Ελλάς — Ελληνική Δημοκρατία (Ellás — Elliniki Dimokratia) | Atenas em grego: Αθήνα (Athína)                                                                                                | 10 760 136  | 131 957    |
| Bandeira da Hungria              | Mapa da Hungria na Europa              | Hungria*                                                    | em húngaro: Magyarország | Budapeste em húngaro: Budapest                                                                                                 | 9 976 062   | 93 028     |
| Bandeira da Irlanda              | Mapa da Irlanda na Europa              | Irlanda*                                                    | em inglês: Ireland em irlandês: Éire | Dublim em inglês: Dublin em irlandês: Baile Átha Cliath                                                                        | 4 670 976   | 70 273     |
| Bandeira da Islândia             | Mapa da Islândia na Europa             | Islândia República da Islândia                              | em islandês: Ísland – Lýðveldið Ísland | Reiquiavique em islandês: Reykjavík                                                                                            | 311 058     | 103 000    |
| Bandeira de Itália               | Mapa de Itália na Europa               | Itália* República Italiana                                  | em italiano: Italia — Repubblica Italiana | Roma em italiano: Roma | 61 016 804  | 301 340    |
| Bandeira da Letónia              | Mapa da Letónia na Europa              | Letónia* República da Letónia                               | em letão: Latvija — Latvijas Republika | Riga em letão: Rīga | 2 204 708   | 64 589     |
| Bandeira do Listenstaine         | Mapa do Listenstaine na Europa         | Listenstaine Principado de Listenstaine                     | em alemão: Liechtenstein — Fürstentum Liechtenstein | Vaduz em alemão: Vaduz | 35 236      | 160        |
| Bandeira da Lituânia             | Mapa da Lituânia na Europa             | Lituânia* República da Lituânia                             | em lituano: Lietuva — Lietuvos Respublika | Vílnius em lituano: Vilnius | 3 535 547   | 65 300     |
| Bandeira do Luxemburgo           | Mapa do Luxemburgo na Europa           | Luxemburgo* Grão-Ducado do Luxemburgo                       | em alemão: Luxemburg — Großherzogtum Luxemburg em francês: Luxembourg — Grand-Duché de Luxembourg em luxemburguês: Lëtzebuerg                                                              | Luxemburgo em alemão: Luxemburg em francês: Luxembourg em luxemburguês: Lëtzebuerg                                             | 503 302     | 2 586      |
| Bandeira da Macedónia do Norte   | Mapa da Macedónia do Norte na Europa   | Macedónia do Norte República da Macedónia do Norte          | em macedónio: Северна Македонија – Република Северна Македонија (Severna Makedonija — Republika Severna Makedonija)                                                                        | Escópia em macedónio: Скопје (Skopje)                                                                                          | 2 077 328   | 25 713     |
| Bandeira de Malta                | Mapa de Malta na Europa                | Malta* República de Malta                                   | em inglês: Malta — Republic of Malta em maltês: Malta — Repubblika ta' Malta | Valeta em inglês: Valletta em maltês: Valletta                                                                                 | 408 333     | 316        |
| Bandeira da Moldávia             | Mapa da Moldávia na Europa             | Moldávia República da Moldávia                              | em romeno (ou moldavo): Moldova – Republica Moldova | Quixinau em romeno (ou moldavo): Chişinău                                                                                      | 4 314 377   | 33 851     |
| Bandeira de Mónaco               | Mapa de Mónaco na Europa               | Mónaco Principado de Mónaco                                 | em francês: Monaco — Principauté de Monaco | Mónaco em francês: Monaco | 30 539      | 2          |
| Bandeira de Montenegro           | Mapa do Montenegro na Europa           | Montenegro                                                  | em montenegrino: Црна Гора (Crna Gora) | Podgoritsa (oficial) Cetinje (histórica/presidencial) em montenegrino: Подгорица (Podgorica) em montenegrino: Цетиње (Cetinje) | 661 807     | 13 812     |
| Bandeira da Noruega              | Mapa da Noruega na Europa              | Noruega Reino da Noruega                                    | em norueguês antigo: Norge – Kongeriket Norge em novo norueguês: Noreg – Kongeriket Noreg                                                                                                  | Oslo em norueguês: Oslo | 4 691 849   | 323 802    |
| Bandeira dos Países Baixos       | Mapa dos Países Baixos na Europa       | Países Baixos* Reino dos Países Baixos                      | em neerlandês: Nederland — Koninkrijk der Nederlanden | Amesterdão (oficial) Haia (sede do governo) em neerlandês: Amsterdam em neerlandês: ’s-Gravenhage / Den Haag                   | 16 847 007  | 41 543     |
| Bandeira da Polónia              | Mapa da Polónia na Europa              | Polónia* República da Polónia                               | em polonês/polaco: Polska — Rzeczpospolita Polska | Varsóvia em polonês/polaco: Warszawa                                                                                           | 38 441 588  | 312 685    |
| Bandeira de Portugal             | Mapa de Portugal na Europa             | Portugal* República Portuguesa                              | em português: Portugal — República Portuguesa | Lisboa em português: Lisboa | 10 760 305  | 92 090     |
| Bandeira do Reino Unido          | Mapa do Reino Unido na Europa          | Reino Unido* Reino Unido da Grã-Bretanha e Irlanda do Norte | em inglês: United Kingdom — United Kingdom of Great Britain and Northern Ireland | Londres em inglês: London | 62 698 362  | 243 610    |
| Bandeira da Roménia              | Mapa da Roménia na Europa              | Roménia*                                                    | em romeno: România | Bucareste em romeno: Bucureşti                                                                                                 | 21 904 551  | 238 391    |
| Bandeira da Rússia               | Mapa da Rússia na Europa               | Rússia Federação Russa                                      | em russo: Росси́я — Российская Федерация (Rossija — Rossijskaja Federacija) | Moscovo em russo: Москва (Moskva)                                                                                              | 138 739 892 | 17 098 242 |
| Bandeira de São Marinho          | Mapa de São Marinho na Europa          | São Marinho Sereníssima República de São Marinho            | em italiano: San Marino — Serenissima Repubblica di San Marino | São Marinho em italiano: San Marino                                                                                            | 31 817      | 61         |
| Bandeira da Sérvia               | Mapa da Sérvia na Europa               | Sérvia República da Sérvia                                  | em sérvio: Србија — Република Србија (Srbija — Republika Srbija) | Belgrado em sérvio: Београд (Beograd)                                                                                          | 9 396 411   | 88 361     |
| Bandeira da Suécia               | Mapa da Suécia na Europa               | Suécia* Reino da Suécia                                     | em sueco: Sverige — Konungariket Sverige | Estocolmo em sueco: Stockholm                                                                                                  | 9 088 728   | 450 295    |
| Bandeira da Suíça                | Mapa da Suíça na Europa                | Suíça Confederação Suíça                                    | em alemão: Schweiz — Schweizerische Eidgenossenschaft em francês: Suisse — Confédération Suisse em italiano: Svizzera — Confederazione Svizzera em romanche: Svizra — Confederaziun svizra | Berna em alemão: Bern em francês: Berne em italiano: Berna em romanche: Berna                                                  | 7 639 961   | 41 277     |
| Bandeira da Turquia              | Mapa da Turquia na Europa              | Turquia República da Turquia                                | em turco: Türkiye — Türkiye Cumhuriyeti | Ancara em turco: Ankara | 78 785 548  | 783 562    |
| Bandeira da Ucrânia              | Mapa da Ucrânia na Europa              | Ucrânia                                                     | em ucraniano: Украïна (Ukraina) | Quieve em ucraniano: Київ (Kyiv)                                                                                               | 45 134 707  | 602 550    |
| Bandeira da Cidade do Vaticano   | Mapa da Cidade do Vaticano na Europa   | Cidade do Vaticano Estado da Cidade do Vaticano Santa Sé    | em italiano: Città del Vaticano — Stato della Città del Vaticano em latim: Santa Sede — Status Civitatis Vaticanæ                                                                          | Cidade do Vaticano em italiano: Città del Vaticano em latim: Civitas Vaticana                                                  | 832         | 0,44       |

### Estados soberanos parcialmente reconhecidos
As seguintes seis entidades da Europa são parcialmente reconhecidas por um ou mais Estados-membros das Nações Unidas (e como tal são definidos como Estados de acordo com a teoria constitutiva do Estado) ou não têm nenhum reconhecimento diplomático por parte qualquer Estado-membro da ONU mas são definidos como Estados de acordo com a teoria declarativa do Estado e são reconhecidos por um ou mais Estados não membros da ONU. Nenhuma destas entidades é membro da ONU, Conselho da Europa ou União Europeia.
| Bandeira                    | Mapa                               | Nome curto e oficial em português                             | Estatuto                                                                                                   | Nome curto e oficial na(s) língua(s) local(ais) | Capital | População | Área (km²) |
| --------------------------- | ---------------------------------- | ------------------------------------------------------------- | --- | --- | --- | --------- | ---------- |
| Bandeira da Abecásia        | Mapa da Abecásia na Europa         | Abecásia República da Abecásia                                | Reivindicada como uma república autónoma da Geórgia. Reconhecida por seis Estados-membros da ONU.          | em abcázio: Аҧсны (Apsny) em russo: Абха́зия (Abhazia) | Sucumi em abcázio: Аҟəа (Akwa) em russo: Сухуми                                                                                 | 250 000   | 8 660      |
| Bandeira de Chipre do Norte | Mapa de Chipre do Norte na Europa  | Chipre do Norte República Turca de Chipre do Norte            | Reivindicado como parte da República de Chipre. Reconhecido apenas pela Turquia.                           | em turco: Kuzey Kıbrıs — Kuzey Kıbrıs Türk Cumhuriyeti | Nicósia em turco: Lefkoşa | 285 356   | 3 355      |
| Bandeira do Cosovo          | Mapa do Cosovo na Europa           | Cosovo República do Cosovo                                    | Reivindicado como uma província autónoma da Sérvia. Reconhecido por 88 Estados-membros da ONU              | em albanês: Kosova / Kosovë — Republika e Kosovës em sérvio: Косово — Република Косово (Kosovo — Republika Kosovo) | Pristina em albanês: Prishtina, Prishtinë em sérvio: Приштина (Priština)                                                        | 1 825 632 | 10 887     |
| Bandeira da Ossétia do Sul  | Mapa da Ossétia do Sul na Europa   | Ossétia do Sul República da Ossétia do Sul – Estado da Alânia | Reivindicada como parte da Geórgia. Reconhecida por cinco Estados-membros da ONU.                          | em osseta: Хуссар Ирыстон — Республикӕ Хуссар Ирыстон (Khussar Iryston — Respublikæ Khussar Iryston) em russo: Южная Осетия — Республика Южная Осетия (Yuzhnaya Osetiya — Respublika Yuzhnaya Osetiya) | Tskhinvali em osseta: Цхинвал or Чъреба (Chreba)                                                                                | 70 000    | 3 900      |
| Bandeira da Transdniéstria  | Mapa da Transdniéstria na Moldávia | Transdniéstria República Moldava Transdniestriana             | Reivindicada como unidade territorial da Moldávia. Reconhecida apenas por três Estados não membros da ONU. | em romeno (ou moldavo) cirílico: Нистрянэ – Република Молдовеняскэ Нистрянэ (Transnistria — Republica Moldovenească Nistreană) em russo: Приднестрóвье — Приднестрóвская Молдáвская Респýблика (Pridnestrov'ye — Pridnestrovskaya Moldavskaya Respublika) em ucraniano: Придністрóв'я — Придністровська Молдавська Республіка (Prydnistrov'ya — Pridnistrovs'ka Moldavs'ka Respublika) | Tiráspol em romeno (ou moldavo) cirílico: Тираспол (Tiraspol) em russo: Тирáсполь (Tiraspol) em ucraniano: Тирáсполь (Tiraspol) | 530 000   | 3 500      |

## Territórios dependentes
As seguintes seis entidades europeias são territórios dependentes.
| * | = Parte da UE, apesar de poder haver acordos especiais |

| Bandeira                                             | Mapa                                        | Nome curto e oficial em português                                  | Estatuto legal                          | Nome curto e oficial na(s) língua(s) local(ais)                                                                                               | Capital | Population | Area (km²) |
| ---------------------------------------------------- | ------------------------------------------- | ------------------------------------------------------------------ | --------------------------------------- | --- | --- | ---------- | ---------- |
| Bandeira do Reino Unido, usada em Acrotíri e Decelia | Mapa de Acrotíri e Decelia em Chipre        | Acrotíri e Decelia Áreas Soberanas das Bases de Acrotíri e Decelia | Território ultramarino do Reino Unido   | em inglês: Akrotiri and Dhekelia — Sovereign Base Areas of Akrotiri and Dhekelia                                                              | Episcópi em inglês: Episkopi                                                                                | 15 700     | 254        |
| Bandeira das Ilhas Féroe                             | Mapa das Ilhas Féroe na Europa              | Ilhas Féroe                                                        | País constituinte do Reino da Dinamarca | em feroês: Føroyar em dinamarquês: Færøerne                                                                                                   | Tórshavn em feroês: Tórshavn em dinamarquês: Thorshavn                                                      | 49 267     | 1 393      |
| Bandeira de Gibraltar                                | Mapa de Gibraltar na Europa                 | Gibraltar*                                                         | Território ultramarino do Reino Unido   | em inglês: Gibraltar | Gibraltar em inglês: Gibraltar                                                                              | 28 956     | 6,5        |
| Bandeira de Guérnesei                                | Mapa de Guérnesei em relação ao Reino Unido | Guérnesei Bailiado de Guérnesei                                    | Dependência da Coroa do Reino Unido     | em inglês: Guernsey — Bailiwick of Guernsey em francês: Guernesey — Bailliage de Guernesey em guernésiais: Guernesey – Bailliage de Guernesey | São Pedro Porto em inglês: Saint Peter Port em francês: Saint Pierre Port em guernésiais: Saint Pierre Port | 65 068     | 78         |
| Bandeira da Jérsia                                   | Mapa da Jérsia na Europa                    | Jérsia Bailiado da Jérsia                                          | Dependência da Coroa do Reino Unido     | em inglês: Jersey — Bailiwick of Jersey em francês: Jèrri — Bailliage de Jèrri em jèrriais: Jèrri – Bailliage de Jèrri                        | Santo Helério em inglês: Saint Helier em francês: Saint-Hélier em jèrriais: Saint Hélyi                     | 94 161     | 116        |
| Bandeira da Ilha de Man                              | Mapa da Ilha de Man na Europa               | Ilha de Man                                                        | Dependência da Coroa do Reino Unido     | em inglês: Isle of Man em manês: Mannin – Ellan Vannin                                                                                        | Douglas em inglês: Douglas em manês: Doolish                                                                | 84 655     | 572        |

## Áreas especiais de soberania interna
Os seguintes locais são considerados como partes integrantes dos seus países, mas o seu território possui especificações legais e políticas acordadas por um acordo ou tratado internacional.
| * | = Parte da UE, apesar de poder haver acordos especiais |

| Bandeira                                 | Mapa                            | Nome curto e oficial em português | Estatuto legal                                                                   | Nome curto e oficial na(s) língua(s) local(ais) | Capital                                 | População | Área (km²) |
| ---------------------------------------- | ------------------------------- | --------------------------------- | -------------------------------------------------------------------------------- | ----------------------------------------------- | --------------------------------------- | --------- | ---------- |
| Bandeira das Ilhas Alanda                | Mapa das Ilhas Alanda na Europa | Alanda* Ilhas Alanda              | Área autónoma da Finlândia, determinada pelo resultado da crise das Ilhas Alanda | em sueco: Åland — Landskapet Åland              | Mariehamn em sueco: Mariehamn           | 27 500    | 6 787      |
| Bandeira da Noruega, usada na Esvalbarda | Mapa da Esvalbarda na Europa    | Esvalbarda                        | Território especial da Noruega, determinado pelo Tratado da Esvalbarda           | em norueguês: Svalbard                          | Longyearbyen em norueguês: Longyearbyen | 2 019     | 62 045     |